# Скорохватов, Борис Иванович
Борис Иванович Скорохватов (1905—1949) — советский военачальник, капитан 1 ранга, Командор Ордена Британской Империи (1944).

## Биография
Родился в семье рабочего в городе Санкт-Петербург, Россия. Русский.
С 3 ноября 1922 года — слушатель Военно-морского подготовительного училища в городе Петрограде.
С сентября 1924 года — слушатель Военно-морского училища имени М. В. Фрунзе в городе Ленинграде.
С октября 1927 года, после окончания училища, служит на должностях младшего помощника и помощника командира географического судна «Таймыр».
В 1929 году стал членом ВКП(б).
С декабря 1931 года — слушатель Военно-морской академии РККА им. К. Е. Ворошилова в городе Ленинграде.
С ноября 1934 года — слушатель Специальных курсов командного состава подводного плавания при Учебном отряде подводного плавания имени С. М. Кирова в городе Ленинграде.
С декабря 1935 года — помощник командира подводной лодки «Щ-116» Тихоокеанского флота.
С ноября 1936 года — помощник начальника штаба 2-й бригады подводных лодок ТОФ.
С марта 1937 года — помощник начальника, а с августа 1938 года — начальник 2-го отдела Штаба ТОФ.
С апреля 1940 года — командир Учебного отряда подводного плавания ТОФ, в этой должности встретил начало Великой Отечественной войны.
В ноябре 1941 года капитан 2 ранга Скорохватов был назначен командиром 64-й морской стрелковой бригады, принявшей участие в составе 20 армии Западного фронта в битве за Москву.
С января 1942 года по ноябрь 1945 года капитан 1 ранга Скорохватов был начальником штаба Краснознаменной ордена Ушакова Бригады подводных лодок Северного флота. Как обеспечивающий действия, Скорохватов непосредственно принимал участие в боевых походах на подводной лодке Д-3 «Красногвардеец», в результате которых были потоплены 3 транспорта и повреждён тральщик противника. Его мужество отмечено иностранной наградой: король Великобритании Георг VI через посла вручил Скорохватову орден «Британская империя» 3-й степени.
Приказом № 31 от 02.04.1943 года по СФ ВМФ СССР награждён орденом Отечественной войны I степени за участие в потоплении 3 вражеских кораблей на борту гвардейской Краснознаменной ПЛ Д-3.
Приказом № 41 от 26.05.1944 года по СФ ВМФ СССР награждён орденом Красного Знамени за участие в 2 боевых походах, повреждении одного и потоплении одного тральщика противника.
В 1944 году награждён медалью «За оборону Москвы».
Указом Президиума ВС СССР от 03.11.1944 года награждён орденом Красного Знамени за выслугу лет.
Приказом № 41 от 31.05.1945 года по СФ ВМФ СССР награждён орденом Нахимова II степени за отличную работу и отличное обеспечение бригады в период Печенгской операции.
В августе-сентябре 1945 года принимал участие в Советско-японской войне.
После окончания войны — начальник 1-го отдела Управления боевой подготовки ВМФ (ноябрь 1945 — январь 1949).
Указом Президиума ВС СССР от 06.11.1947 года награждён орденом Ленина за выслугу лет.
С января 1949 года в отставке по болезни.

## Награды

### СССР
- орден Ленина (06.11.1947)
- два ордена Красного Знамени (26.05.1944, 03.11.1944)
- Орден Нахимова II степени № 207 (31.5.1945)
- Орден Отечественной войны I степени (02.04.1943)
- Медали СССР в т.ч:
  - Медаль «За оборону Москвы»
  - Медаль «За оборону Советского Заполярья»
  - Медаль «За победу над Германией в Великой Отечественной войне 1941—1945 гг.»
  - Медаль «За победу над Японией» (19.07.1946)[5]

### Иностранные награды
- Командор Ордена Британской Империи (Великобритания 1944)[6]